# Amsterdam Panthers 2018
Questa voce raccoglie le informazioni riguardanti gli Amsterdam Panthers nelle competizioni ufficiali della stagione 2018.

## Eerste Divisie 2018

### Stagione regolare
| Amersfoort 18 febbraio 2018, ore 14:00 1ª giornata | Amersfoort Untouchables /Purmerend Barbarians | 13 – 6 referto | Amsterdam Panthers |  |

| Amsterdam 11 marzo 2018, ore 14:00 4ª giornata | Amsterdam Crusaders II | 34 – 6 (0-0 6-6 15-0 13-0) referto | Amsterdam Panthers | Sportpark Sloten |

| Enschede 18 marzo 2018, ore 14:00 5ª giornata | Enschede Broncos | 0 – 20 (a tavolino) referto | Amsterdam Panthers |  |

| Utrecht 1º aprile 2018, ore 14:00 7ª giornata | Amsterdam Panthers | 33 – 6 (13-0 14-0 0-6 6-0) referto | Utrecht Dominators |  |

| Amsterdam 22 aprile 2018, ore 15:00 9ª giornata | Amsterdam Panthers | 23 – 14 (7-14 0-0 0-0 16-0) referto | Groningen Giants |  |

| Amsterdam 29 aprile 2018, ore 14:00 10ª giornata | Amsterdam Panthers | 12 – 14 (d.t.s.) (0-0 6-6 0-0 0-0 6-8) referto | Amsterdam Crusaders II |  |

| Amsterdam 20 maggio 2018, ore 14:00 13ª giornata | Amsterdam Panthers | 20 – 0 (a tavolino) referto | Amersfoort Untouchables/ Purmerend Barbarians |  |

| Amsterdam 27 maggio 2018, ore 15:00 14ª giornata | Amsterdam Panthers | 20 – 0 (a tavolino) referto | Enschede Broncos |  |

| Groninga 9 giugno 2018, ore 19:00 16ª giornata | Groningen Giants | 13 – 6 referto | Amsterdam Panthers |  |

| Utrecht 17 giugno 2018, ore 14:00 17ª giornata | Utrecht Dominators | 6 – 12 referto | Amsterdam Panthers |  |

## Statistiche di squadra
| Competizione           | %Vittorie | In casa | In casa | In casa | In casa | In casa | In casa | In trasferta | In trasferta | In trasferta | In trasferta | In trasferta | In trasferta | Totale | Totale | Totale | Totale | Totale | Totale |
| Competizione           | %Vittorie | G       | V       | N       | P       | Pf      | Ps      | G            | V            | N            | P            | Pf           | Ps           | G      | V      | N      | P      | Pf     | Ps     |
| ---------------------- | --------- | ------- | ------- | ------- | ------- | ------- | ------- | ------------ | ------------ | ------------ | ------------ | ------------ | ------------ | ------ | ------ | ------ | ------ | ------ | ------ |
| ED - Stagione regolare | .600      | 5       | 4       | 0       | 1       | 108     | 34      | 5            | 2            | 0            | 3            | 50           | 66           | 10     | 6      | 0      | 4      | 158    | 100    |
| Totale                 | .600      | 5       | 4       | 0       | 1       | 108     | 34      | 5            | 2            | 0            | 3            | 50           | 66           | 10     | 6      | 0      | 4      | 158    | 100    |